# Comisión E
Las Monografías E de la Comisión de Alemania conocidas como Comisión E, es una guía terapéutica de plantas medicinales. Hay una traducción al inglés hecha por la American Botanical Council. Actualmente consta de unas 380 monografías que evalúan la seguridad y eficacia de hierbas con utilidad medicinal y concede una licencia médica para ser prescritas en Alemania. La comisión se formó en el año 1978, aunque como tal ya no existe, siendo la última publicación de 1994.
Aunque a menudo las monografías son consideradas como un libro de derecho administrativo para la regulación nacional en Alemania de las plantas medicinales, no hay ningún otro organismo que evalúa con la misma eficacia los límites entre usos populares y acciones farmacológicas basadas en evidencias científicas. Con todo, tal y como dice Jonathan Treasure, un especialista en plantas medicinales y autor, igualmente, de varias monografías , hay que considerar estas monografías no como un trabajo científico, ni médico, sino más bien como un libro de regulaciones legales médicas alemanas que se ha convertido como un referente para mucho organismos nacionales de salud pública. 